# Tadashi Abe
Tadashi Abe (jap. 阿部正, Abe Tadashi; * 1926; † 23. November 1984) war ein japanischer Aikidō-Lehrer, der von 1952 bis 1960 in Frankreich lebte und unterrichtete. Er gehört zu den ersten Lehrern, die Aikidō nach Europa brachten.
Er war ein direkter Schüler Ueshiba Moriheis der zweiten Generation. Einer seiner Schüler war André Nocquet, ein französischer 5. Dan im Judo (Schüler von Mikinosuke Kawaishi).
Durch Abes Empfehlungsschreiben war es möglich, dass Nocquet bei Ueshiba Morihei lernen durfte, obwohl dieser große Bedenken hatte, Ausländern Aikidō zu lehren. Ab Juli 1955 durfte Nocquet als Uchi-deshi in Tokio lernen; er verließ Japan im Dezember 1957 als 4. Dan Aikidō.